# Fritzia muelleri
Fritzia muelleri är en spindelart som beskrevs av Pickard-Cambridge O. 1879. Fritzia muelleri ingår i släktet Fritzia och familjen hoppspindlar. Inga underarter finns listade i Catalogue of Life.